# Promozione Toscana 1978-1979
Nella stagione 1978-1979 la Promozione era sesto livello del calcio italiano (il massimo livello regionale). Qui vi sono le statistiche relative al campionato in Toscana.
Il campionato è strutturato in vari gironi all'italiana su base regionale, gestiti dai Comitati Regionali di competenza. Promozioni alla categoria superiore e retrocessioni in quella inferiore non erano sempre omogenee; erano quantificate all'inizio del campionato dal Comitato Regionale secondo le direttive stabilite dalla Lega Nazionale Dilettanti, ma flessibili, in relazione al numero delle società retrocesse dal Campionato Interregionale e perciò, a seconda delle varie situazioni regionali, la fine del campionato poteva avere degli spareggi sia di promozione che di retrocessione.

## Girone A

### Squadre partecipanti
| Squadra                      | Città                          |
| ---------------------------- | ------------------------------ |
| A.C. Alabastri Volterra      | Volterra (PI)                  |
| Pol. Cappiano Romaiano       | Ponte a Cappiano (FI)          |
| U.S. Casciana Terme          | Casciana Terme (PI)            |
| U.S. Castelnuovo             | Castelnuovo di Garfagnana (LU) |
| A.S. Cecina                  | Cecina (LI)                    |
| Pol. Follonica               | Follonica (GR)                 |
| U.S. Forte dei Marmi         | Forte dei Marmi (LU)           |
| U.S. Fucecchio               | Fucecchio (FI)                 |
| U.S. Lampo                   | Lamporecchio (FI)              |
| U.S. Larcianese Plasticfibre | Larciano (PT)                  |
| A.C. Mobilieri Ponsacco      | Ponsacco (PI)                  |
| U.S. Pescia                  | Pescia (PT)                    |
| U.S. Ponte Buggianese        | Ponte Buggianese (PT)          |
| U.S. Querceta                | Seravezza (LU)                 |
| G.S. Rosignano Solvay        | Rosignano Solvay (LI)          |
| A.S. Venturina               | Venturina Terme (LI)           |

### Classifica finale
|  | Pos. | Squadra                 | Pt  | G   | V   | N   | P   | GF  | GS  | DR  |
|  | ---- | ----------------------- | --- | --- | --- | --- | --- | --- | --- | --- |
|  | 1.   | Cecina                  | 42  | 30  | 17  | 8   | 5   | 46  | 19  | +27 |
|  | 2.   | Venturina               | 39  | 30  | 14  | 11  | 5   | 36  | 24  | +12 |
|  | 3.   | Pescia                  | 38  | 30  | 13  | 12  | 5   | 34  | 21  | +13 |
|  | 4.   | Mobilieri Ponsacco      | 36  | 30  | 10  | 16  | 4   | 39  | 25  | +14 |
|  | 5.   | Fucecchio               | 35  | 30  | 10  | 15  | 5   | 37  | 19  | +18 |
|  | 6.   | Alabastri Volterra      | 33  | 30  | 11  | 11  | 8   | 27  | 21  | +6  |
|  | 7.   | Cappiano Romaiano       | 30  | 30  | 9   | 12  | 9   | 30  | 32  | -2  |
|  | 8.   | Ponte Buggianese        | 29  | 30  | 8   | 13  | 9   | 25  | 25  | 0   |
|  | 9.   | Rosignano Solvay        | 29  | 30  | 10  | 9   | 11  | 34  | 41  | -7  |
|  | 10.  | Forte dei Marmi         | 28  | 30  | 9   | 10  | 11  | 33  | 35  | -2  |
|  | 11.  | Castelnuovo             | 28  | 30  | 9   | 10  | 11  | 35  | 40  | -5  |
|  | 12.  | Lampo                   | 26  | 30  | 5   | 16  | 9   | 21  | 28  | -7  |
|  | 13.  | Follonica               | 26  | 30  | 7   | 12  | 11  | 32  | 39  | -7  |
|  | 14.  | Larcianese Plasticfibre | 22  | 30  | 6   | 10  | 14  | 23  | 38  | -15 |
|  | 15.  | Querceta                | 20  | 30  | 3   | 14  | 13  | 19  | 40  | -21 |
|  | 16.  | Casciana Terme          | 19  | 30  | 5   | 9   | 16  | 23  | 47  | -24 |
|  |      |                         | 480 | 480 | 146 | 188 | 146 | 494 | 494 | 0   |

Note: Cecina fu ripescata in Serie D; Larcianese fu ripescata in Promozione.

## Girone B

### Squadre partecipanti
| Squadra                   | Città                      |
| ------------------------- | -------------------------- |
| A.C. Aglianese            | Agliana (PT)               |
| U.S. Antella              | Bagno a Ripoli (FI)        |
| S.P. Audax                | Rufina (FI)                |
| A.S. Castellina           | Castellina in Chianti (FI) |
| U.S. Castiglionese        | Castiglion Fiorentino (AR) |
| U.S. Colligiana           | Colle di Val d'Elsa (SI)   |
| U.S. Cortona Camucia      | Cortona (AR)               |
| S.S. Delle Signe          | Signa (FI)                 |
| A.S. Figline              | Figline Valdarno (FI)      |
| A.S. Fortis Juventus 1909 | Borgo San Lorenzo (FI)     |
| U.S. Grassina             | Grassina (FI)              |
| U.S. Monsummanese         | Monsummano Terme (PT)      |
| U.S. Poggibonsi           | Poggibonsi (SI)            |
| A.C. Quarrata             | Quarrata (PT)              |
| A.C. Sansovino            | Monte San Savino (AR)      |
| U.C. Sinalunghese         | Sinalunga (SI)             |

### Classifica finale
|  | Pos. | Squadra         | Pt  | G   | V   | N   | P   | GF  | GS  | DR  |
|  | ---- | --------------- | --- | --- | --- | --- | --- | --- | --- | --- |
|  | 1.   | Aglianese       | 41  | 30  | 15  | 11  | 4   | 37  | 22  | +15 |
|  | 2.   | Delle Signe     | 40  | 30  | 14  | 12  | 4   | 35  | 24  | +11 |
|  | 3.   | Grassina        | 36  | 30  | 14  | 8   | 8   | 43  | 25  | +18 |
|  | 4.   | Castellina      | 35  | 30  | 12  | 11  | 7   | 38  | 26  | +12 |
|  | 5.   | Sinalunghese    | 35  | 30  | 11  | 13  | 6   | 29  | 21  | +8  |
|  | 6.   | Sansovino       | 34  | 30  | 10  | 14  | 6   | 33  | 24  | +9  |
|  | 7.   | Monsummanese    | 31  | 30  | 12  | 7   | 11  | 35  | 26  | +9  |
|  | 8.   | Quarrata        | 29  | 30  | 10  | 9   | 11  | 40  | 36  | +4  |
|  | 9.   | Figline         | 29  | 30  | 10  | 9   | 11  | 21  | 24  | -3  |
|  | 10.  | Poggibonsi      | 29  | 30  | 8   | 13  | 9   | 23  | 31  | -8  |
|  | 11.  | Audax           | 28  | 30  | 11  | 6   | 13  | 28  | 32  | -4  |
|  | 12.  | Antella         | 27  | 30  | 9   | 9   | 12  | 24  | 26  | -2  |
|  | 13.  | Castiglionese   | 26  | 30  | 7   | 12  | 11  | 29  | 33  | -4  |
|  | 14.  | Cortona Camucia | 25  | 30  | 7   | 11  | 12  | 20  | 30  | -10 |
|  | 15.  | Colligiana      | 25  | 30  | 6   | 13  | 11  | 19  | 30  | -11 |
|  | 16.  | Fortis Juventus | 10  | 30  | 0   | 10  | 20  | 12  | 56  | -44 |
|  |      |                 | 480 | 480 | 156 | 168 | 156 | 466 | 466 | 0   |

### Spareggio promozione
- Spareggio per la promozione in Serie D:
  - a Viareggio il ???: Aglianese-Cecina 4-2 d.t.s.
- L'Aglianese è promossa in Serie D.